# Benedikt Haag

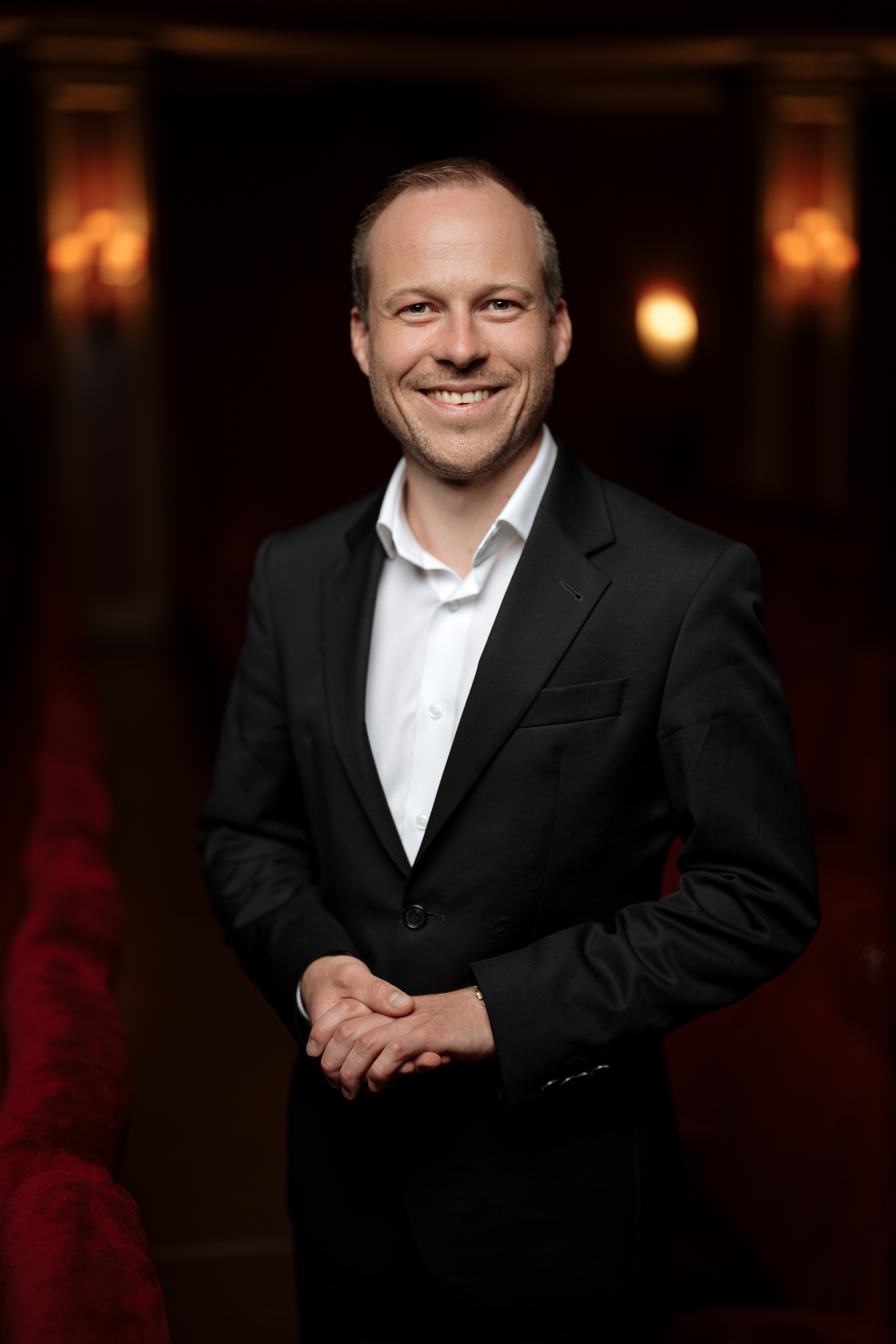
Benedikt Haag (2024)

Benedikt Haag (* 1987 in Roth) ist ein deutscher Chorleiter und Hochschullehrer.

## Leben und Wirken
Benedikt Haag war Mitglied des Windsbacher Knabenchors unter der Leitung von Karl-Friedrich Beringer, wo er während seiner Gymnasialzeit von 1997 bis 2006 eine musikalische Grundausbildung und stimmliche Ausbildung erhielt. Anschließend studierte er Schulmusik, Chordirigieren (Michael Gläser, Andreas Herrmann) und Kirchenmusik (Orgel bei Harald Feller und Peter Kofler) an der Hochschule für Musik und Theater München.
Als Stipendiat im Dirigentenforum des Deutschen Musikrates im Förderbereich Chor nahm er an Kursen bei Hans-Christoph Rademann, Michael Gläser, Jos van Veldhoven, Philipp Ahmann und Jörg-Peter Weigle teil und arbeitete dabei u. a. mit dem RIAS Kammerchor, dem MDR-Rundfunkchor und dem Freiburger Barockorchester.
Haag ist seit 2013 Chorleiter des Münchner Motettenchors. Er leitete den Münchner Konzertchor bis 2021 und den Amadeus-Chor Neuendettelsau bis 2023.
Eine langjährige Zusammenarbeit verbindet ihn mit den Münchner Symphonikern sowie den Barockorchestern Concerto München und La Banda. Zudem übernimmt er regelmäßig Einstudierungen für Dirigenten wie Ulf Schirmer, Kevin John Edusei und Alexander Shelley. 2017 initiierte er das Crossover-Projekt „Barock in blue“ mit Bearbeitungen von Motetten Johann Sebastian Bachs für Chor und Jazz-Ensemble.
Ein wichtiges Anliegen ist ihm auch die musikalische Nachwuchsarbeit. An der Münchner Domsingschule wirkte er mehrere Jahre als Stimmbildner, außerdem leitete er mehrfach Chor und Orchester der Philharmonie Junger Christen Augsburg. Seit 2018 ist Benedikt Haag für den Alumni-Chor der Roland-Berger-Stiftung verantwortlich.
Im Studienjahr 2021/2022 hatte er eine Professur für Chorleitung an der Hochschule für Musik Detmold.
Seit Wintersemester 2021/22 ist Benedikt Haag Professor für Chorleitung an der Hochschule für Musik Würzburg, wo er auch das Amt des Studiendekans innehat.

## Diskografie
- Barock in blue. Münchner Motettenchor, Maximilian Höcherl Ensemble. Rondo Production ROP 6197, CD, 2020[6]
- Denn es will Abend werden. Amadeus-Chor Neuendettelsau, Nicol Matt. ARS Produktion, CD, 2020[8]